# Moder Albanien

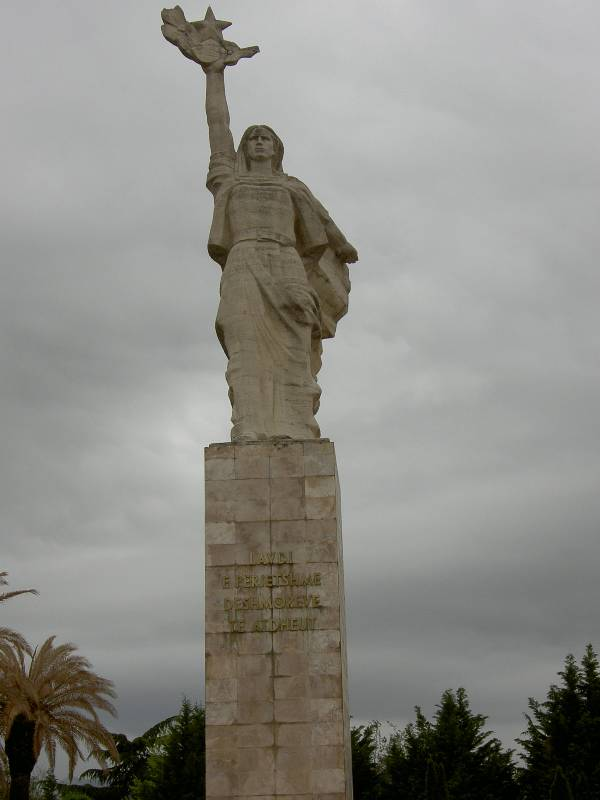
Statyn Moder Albanien.

Moder Albanien (albanska: Monumenti Nëna Shqipëri) är en 12 meter hög staty belägen vid kyrkogården Dëshmorët e Kombit i Albanien.
Statyn representerar landet som en moder som vakar över den eviga sömnen hos de som gav sina liv för henne. Det finns 28 000 gravar tillhörande albanska partisaner, samtliga av dessa avled under andra världskriget. Den massiva statyn håller en lagerkrans och en stjärna. Vid kyrkogården låg tidigare den förre ledaren Enver Hoxha, men han flyttades senare till en annan allmän kyrkogård. 
Statyn är gjord av betong och skapades av Kristaq Rama, Muntaz Dhrami och Shaban Hadëri.